# Franklin Standard Johnson
Franklin Standard Johnson (Havana, 8 de junho de 1949 - 2021) foi um ex-basquetebolista cubano que integrou a Seleção Cubana que conquistou a Medalha de bronze nos XX Jogos Olímpicos de Verão realizados em Munique em 1972.